# Ölbergkapelle (Niederrieden)

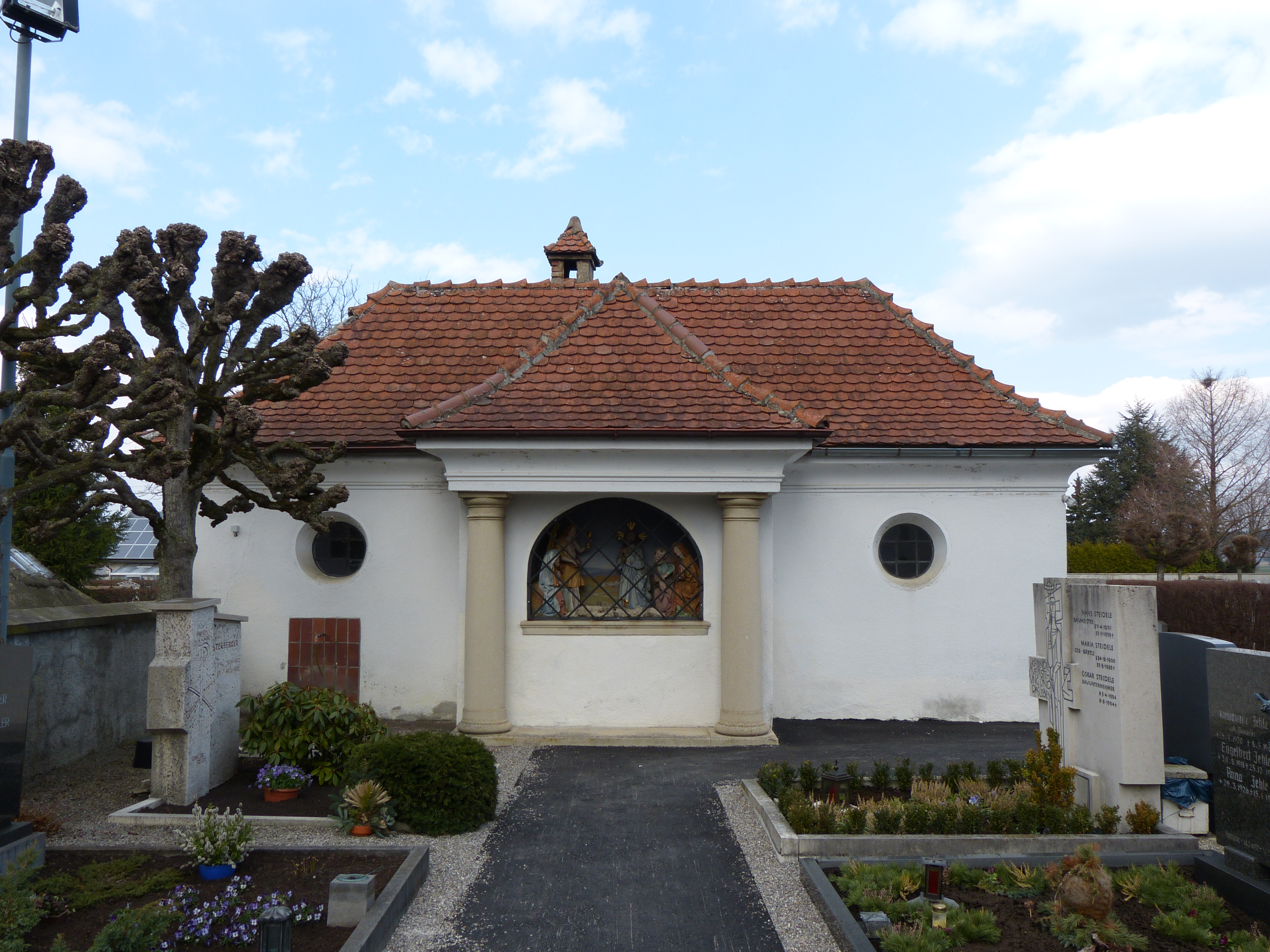
Ölbergkapelle in Niederrieden

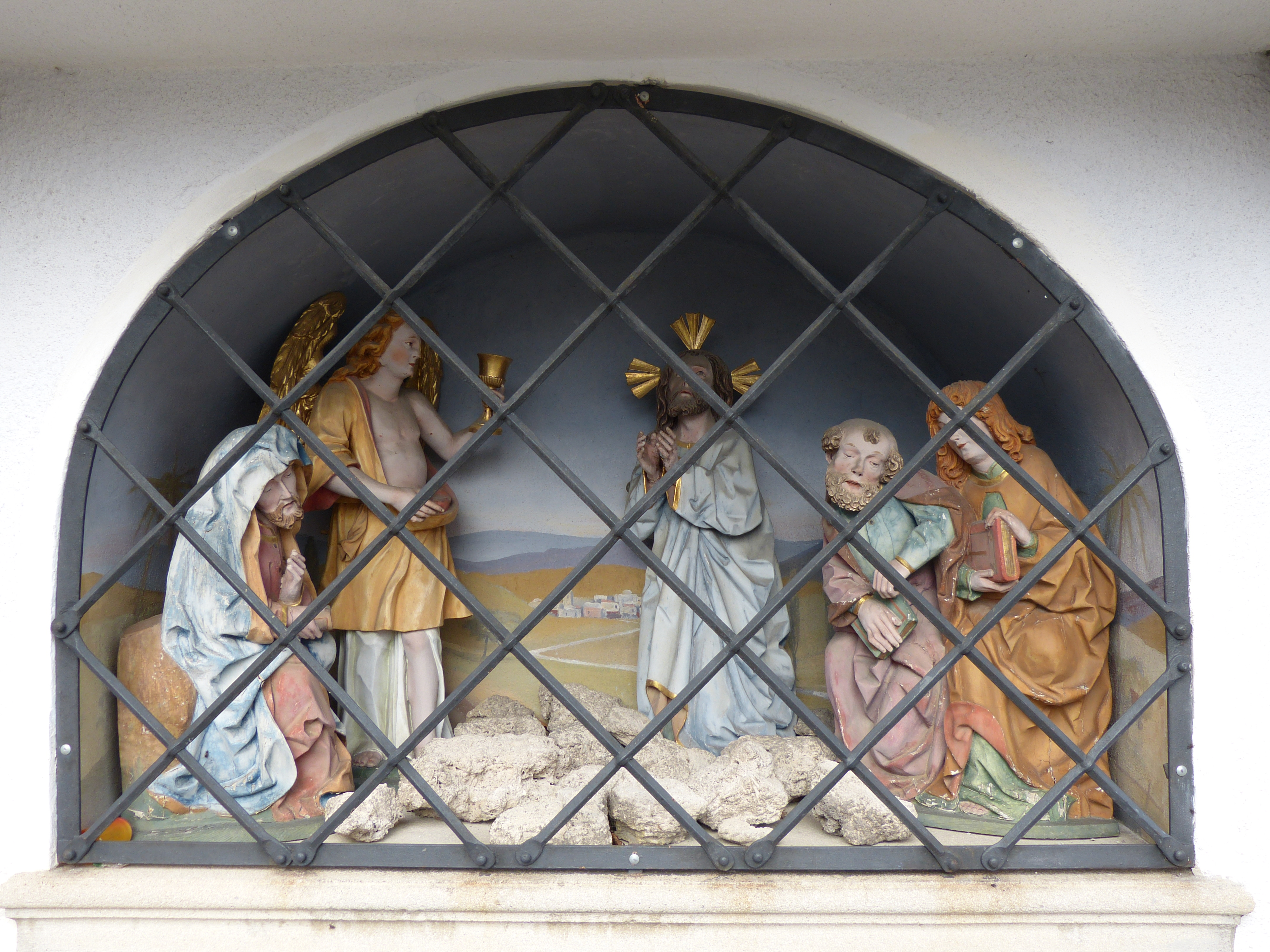
Figuren der Ölbergkapelle

Die Ölbergkapelle befindet sich in Niederrieden im Landkreis Unterallgäu in Bayern. Die denkmalgeschützte Kapelle ist ein Neubau auf dem Friedhof der Pfarrkirche St. Georg. Die Kapelle enthält mehrere gefasste Holzfiguren. Die Darstellungen von Jesus Christus, Johannes, Petrus und Jakobus stammen aus der Zeit um 1500. Diese wurden aus einem Stück gefertigt. Die Darstellung des Engels stammt aus dem 18. Jahrhundert.